# George William Gordon

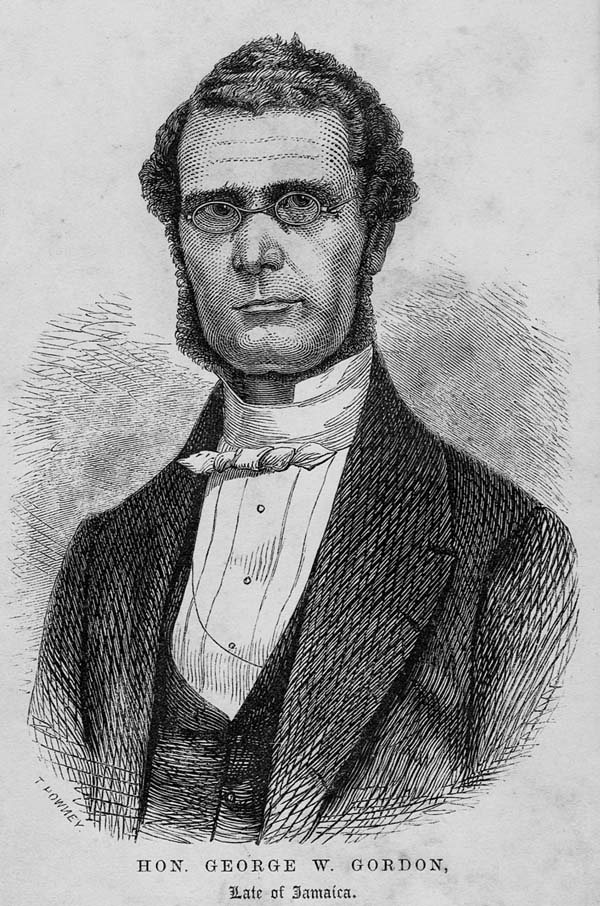
George William Gordon

George William Gordon (1820 - 23 d'octubre de 1865) fou un empresari i polític mulat jamaicà crític amb les polítiques del governador de Jamaica Edward Eyre. Gordon fou executat després de la Rebel·lió de Morant Bay per ordres d'Eyre, que el va acusar d'instigador de la revolta. L'execució de Gordon va crear una gran controvèrsia a Gran Bretanya i hi va haver un moviment polític que va intentar culpar a Eyre d'assassinat. En el centenari de la seva mort, George William Gordon fou proclamat Heroi Nacional de Jamaica.

## Vida

### Primers anys
Gordon fou el segon de vuit fills d'un propietari d'una plantació escocès, Joseph Gordon (1790?-1897) i d'una esclava mulata, Ann Rattray (1983?- abans de 1865). Va rebre una bona educació i va aprendre a llegir i a escriure. Als deu anys, Gordon va anar a viure amb el seu padrí, James Daly de Black River. Al cap d'un any Gordon va començar a treballar en el seu negoci. Gordon va esdevenir un empresari i propietari de terres a la Parròquia de St. Thomas in the East. Els seus germans foren Mary Ann Gordon, Margaret Gordon, Janet Isabella Gordon, John Gordon, Jane Gordon, Ann Gordon i Ralph Gordon.

### Carrera política i mort
Gordon va ser un membre reputat de l'Assemblea de Jamaica, en la que va ser crític amb el govern colonial, sobretot amb el governador Edward John Eyre durant la dècada del 1860. Gordon va mantenir correspondència amb anglesos evangèlics crítics amb la política colonial. Gordon va estalir la seva pròpia església baptista, de la que Pau Bogle en fou diaca.
A l'octubre de 1865, després de la Rebel·lió de Morant Bay que havia estat liderada per Bogle, Gordon fou près a Kingson però va ser portat fins a Morant Bay, a on hi havia la llei marcial. A allà, una cort marcial va sententenciar-lo a mort sense un procés legal i fou executat el 23 d'octubre. La mort de Gordon i la brutalitat en la que Eyre va atacar els revoltats va fer que aquest fos un cas cèlebre a la metròpolis. Alguns liberals anglesos com John Stuart Mill van intentir perseguir a Eyre legalment, tot i que no se'n van sortir.

## Reputació i llegat
George William Gordon va ser considerat un precursor del nacionalisme jamaicà en la revolta dels treballadors de 1938. La seva història es va explicar en l'obra de teatre George William Gordon de Roger Mais que va comparar la mort de Gordon amb el sacrifici de Jesucrist. El 1965 Gordon i Bogle van ser proclamats Herois Nacionals de Jamaica en una cerimònia a Morant Bay. Gordon apareix en els bitllets de 10 dòlars jamaicans.
El Parlament de Jamaica s'ubica en la Casa Gordon que fou construïda el 1960 en la seva memòria.
George William Gordon és mencionat en les cançons "Innocent Blood" i "See them a come" de la banda musical de reggae Culture i a la cançó "Silver Tongue Show" del conjunt musical Groundation. Altres cançons en les que apareix són "Give Thanks and Praise" de Roy Rayon, "Prediction" i "Born Fe REbel" de Steel Pulse i "Our Jamaican National Heroes" d'Horace Andy.